# Pantaleón Sotelo
Pantaleón Sotelo (Uruguay, siglo XVIII-Tacuarembó, 22 de enero de 1820) fue un militar oriental. Sotelo fue uno de los jefes militares de la Liga Federal.
Bajo las órdenes del comandante guaraní Andresito Guacurarí realizó operativos militares en las Misiones Orientales durante la contraofensiva intentada tras la invasión lusobrasileña de 1816.
Entre 1818 y 1819 luchó con el Partido Federal en defensa de las provincias litoraleñas argentinas contra las fuerzas del Partido Unitario de Buenos Aires. Cuando Guazurarí fue derrotado y hecho prisionero (y finalmente asesinado en Río de Janeiro), lo sustituyó como comandante general de las Misiones. 
Fue muerto en la batalla de Tacuarembó, el 22 de enero de 1820, que significó el fin del ciclo de José Gervasio Artigas.
- Datos: Q6059796